# Рамзес, Виктор Борисович
Виктор Борисович Рамзес (7 июня 1940, Москва — 16 октября 1987, там же) — советский переводчик. Брат япониста Вадима Рамзеса.
Окончил Институт восточных языков при МГУ им. М. В. Ломоносова (1963). Член Союза писателей СССР (1979) и международной Ассоциации африканской литературы (ALA). Некоторое время работал в Лондоне, многократно посещал различные африканские страны в составе советских писательских делегаций.
Специалист по переводу на русский язык африканской литературы, в том числе детской, — главным образом, с английского языка. Как отмечала Агния Барто, «причастный к детской литературе, он переводит с глубоким пониманием её проблем». Мастерство Рамзеса-переводчика выделял и Алим Кешоков. Автор ряда статей о рецепции африканской литературы в СССР.
Памяти Рамзеса посвящена книга гайанского писателя Яна Керью «Призраки в нашей крови» (1994).

## Переводы
1. Высокое напряжение. Рассказы афр. писателей [Сост. и пер. с англ. В. Б. Рамзес. Предисл. М. А. Курганцева]. М., «Наука», 1974. — 269 с. — 15000 экз.[4]
2. Писатель и общество: статьи и эссе афр. писетелей [Перев. с англ. В. Б. Рамзеса. Предсл. Евг. Я. Суровцева]. М. «Наука», 1983. — 218 с.[5]
3. Свой дом : Рассказы афр. писателей : Пер. с англ. / [Сост. и пер. В. Рамзес]. — Москва : Наука, 1977. — 240 с. — 15000 экз.[6]
4. Щедрое дерево : [Для дошк. возраста] / Шел Силверстейн ; Пересказал с англ. В. Рамзес ; Рис. В. Пивоварова. — М. : Дет. лит., 1983. — 39 с. Перевод изд.: The giving tree / By Shel Silverstein (New York etc., 1964). — 150000 экз.[7]
5. Современный кенийский детектив : [Сборник / Сост. и перевод с англ. В. Рамзеса ; Послесл. Г. Анджапаридзе ; Худож. С. Гета]. — М. : Радуга, 1987. — 412 с. — 200000 экз.[8]
6. Чего стоит хлеб. Рассказы африк. писателей [Сост. и пер. с англ. В. Б. Рамзес. Предисл. М. А. Курганцева]. М., «Наука», 1968. — 120 с. — 30000 экз.[9]